# Cecilia Krieger

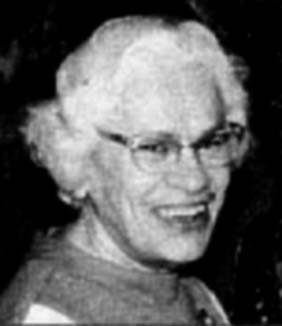
Cecilia Krieger

Cecilia Krieger (* 9. April 1894 in Jaslo, Galizien, damals Österreich-Ungarn, heute Polen; † 17. August 1974 in Ontario) war eine kanadische Mathematikerin.

## Leben
Krieger begann 1919 ein Studium der Mathematik und Physik an der Universität Wien, wanderte aber 1920 mit ihrer Familie nach Toronto aus. An der dortigen Universität machte sie 1925 ihren Masterabschluss in Mathematik und wurde 1930 bei W. J. Webber promoviert (On the Summability of Trigonometrical Series with Localized Properties. On Fourier Constants and Convergence Factors of Double Fourier's Series). Damit war sie die erste Frau, die in Kanada in Mathematik promoviert wurde (und die dritte Frau überhaupt, die in Kanada promovierte). Sie war Lecturer an der Universität Toronto und ab 1942 Assistant Professor. 1962 emeritierte sie, lehrte aber weiter bis 1968 und danach am Upper Canada College in Toronto bis zu ihrem Tod.
Sie übersetzte ein Topologie Lehrbuch von Waclaw Sierpinski ins Englische.
Der Krieger-Nelson-Preis für Frauen in der Mathematik in Kanada ist nach ihr und Evelyn Nelson benannt.
1953 heiratete sie Zygmund Dunaij.